# Onychognathia bractearotunda
Onychognathia bractearotunda är en djurart som tillhör fylumet käkmaskar, och som beskrevs av Ehlers 1973. Onychognathia bractearotunda ingår i släktet Onychognathia och familjen Onychognathiidae. Inga underarter finns listade i Catalogue of Life.